# Krzysztof Warchałowski
Krzysztof Warchałowski (ur. 1964 w Staszowie) – polski duchowny katolicki, prawnik i kanonista, specjalista prawa wyznaniowego i konkordatowego, doktor habilitowany nauk prawnych, kierownik Katedry Prawa Wyznaniowego i Konkordatowego Wydziału Prawa i Administracji Uniwersytetu Kardynała Stefana Wyszyńskiego, profesor nadzwyczajny UKSW.

## Życiorys
Pełnił funkcję prodziekana Wydziału Prawa i Administracji UKSW.
Jest sędzią Sądu Metropolitalnego Warszawskiego.
6 listopada 2006 roku otrzymał Srebrny Krzyż Zasługi za działalność naukowo-dydaktyczną.
13 czerwca 2013 roku mianowany rektorem Wyższego Seminarium Duchownego Diecezji Warszawsko-Praskiej; funkcję rektora pełnił w latach 2013 – 2021. W 2021 mianowany proboszczem Parafii Matki Boskiej Nieustającej Pomocy na warszawskiej Saskiej Kępie.
Został członkiem Rady Naukowej kwartalnika „Prawo i Więź”.
Członek Polskiego Towarzystwa Prawa Wyznaniowego.

## Publikacje
- Nauczanie religii i szkolnictwo katolickie w konkordatach współczesnych, Lublin 1998
- Polskie prawo wyznaniowe (wspólnie z Józefem Krukowskim), Warszawa 2000
- Prawo do wolności myśli, sumienia i religii w Europejskiej Konwencji Praw Człowieka i Podstawowych Wolności, Lublin 2004
- Finansowanie Kościołów i innych związków wyznaniowych (redakcja naukowa wspólnie z Pawłem Sobczykiem), Warszawa 2013
- Religia i etyka jako interdyscyplinarny czynnik oddziaływania w relacjach międzynarodowych (redakcja naukowa wspólnie z Martą Osuchowską), Warszawa 2017[8].